# Шивр
Шивр (фр. Chivres) — коммуна во Франции, находится в регионе Бургундия. Департамент коммуны — Кот-д’Ор. Входит в состав кантона Сёр. Округ коммуны — Бон.
Код INSEE коммуны — 21172.

## Население
Население коммуны на 2010 год составляло 255 человек.
| 1962 | 1968 | 1975 | 1982 | 1990 | 1999 | 2010 |
| ---- | ---- | ---- | ---- | ---- | ---- | ---- |
| 270  | 240  | 216  | 224  | 195  | 207  | 255  |

## Экономика
В 2010 году среди 151 человека трудоспособного возраста (15—64 лет) 113 были экономически активными, 38 — неактивными (показатель активности — 74,8 %, в 1999 году было 65,8 %). Из 113 активных жителей работали 106 человек (58 мужчин и 48 женщин), безработных было 7 (4 мужчины и 3 женщины). Среди 38 неактивных 10 человек были учениками или студентами, 17 — пенсионерами, 11 были неактивными по другим причинам.